# Marat Izmailov
Marat Nailevič Izmailov (ruski: Марат Измайлов) (Moskva, 21. rujna 1982.) je ruski umirovljeni nogometaš. Rus je proveo osam godina u portugalskim klubovima. U 2008. godini je definitivno prešao iz Lokomotiv u Sporting Lisabon. Nakon pet godina u Lisabonu, Izmailov je prešao u F.C. Porto. Za Rusiju je skupio 35 utakmica i zabio dva puta.

## Vanjske poveznice
- Profil na Transfermarktu
- Profil na Soccerwayu  Arhivirana inačica izvorne stranice od 4. studenoga 2017. (Wayback Machine)